# Edgar Cardenas
Edgar Cardenas est un boxeur mexicain né le 16 septembre 1974 à Nicolas Romero.

## Carrière
Passé professionnel en 1991, il remporte à trois reprises le titre national des poids mi-mouches en 1995, 1997 et 2002 et devient champion d'Amérique du Nord NABF et NABO en 1995 et 1996. Le 31 mai 2003, il bat le colombien Miguel Barrera par KO au 10e round devenant à cette occasion champion du monde des poids pailles IBF. Cardenas perd son titre dès le combat suivant face à un autre boxeur colombien, Daniel Reyes, le 4 octobre 2003. Il met un terme à sa carrière sportive l'année suivante sur un bilan de 22 victoires, 12 défaites et 2 matchs nuls.